# Пеллио, Поль
Поль Пеллио (Пелльо, фр. Paul Pelliot; 28 мая 1878, Париж — 26 октября 1945, там же) — французский востоковед, специалист по истории Китая, истории даосизма, буддизма и иностранных религий в Китае. Занимался исследованием языка и культуры монголов, а также истории и культуры других центральноазиатских народов.
Профессор Коллеж де Франс (с 1911); главный редактор синологического журнала «T’oung Pao (通報)» (с 1920); член Академии надписей и изящной словесности (1921), иностранный член-корреспондент Академии наук СССР (1922); президент Азиатского общества (Societé Asiatique; с 1935). Во время оккупации Франции немецкими войсками (1940—44) участвовал в Движении Сопротивления.

## Биография

### Ранние годы
Первоначально Пеллио собирался делать карьеру на дипломатической службе, для чего начал изучать китайский язык в École des Langues Orientales Vivantes. Там он обратил на себя внимание востоковедов Э. Шаванна и С. Леви, которые поощрили его к занятиям наукой. В 1900 году он прибыл в Ханой, откуда в качестве сотрудника учреждённой во Вьетнаме Французской Школы Дальнего Востока (École française d’Extrême-Orient) отправился в Пекин для закупки книг. Пеллио оказался в столице империи Цин в июле 1900 года — в разгар кровавого Ихэтуаньского восстания. Он проявил храбрость во время защиты Посольского квартала, и по возвращении в Ханой в 1901 году, был награждён Орденом Почётного легиона. Вскоре он стал профессором Школы и следующие несколько лет делил время между научными занятиями и поездками в Китай для приобретения книг. В 1904 году Пеллио вернулся во Францию, чтобы представлять Школу на XIV Международном Конгрессе Востоковедов (Алжир, 1905).

### Экспедиция в Центральную Азию
В 1905 году Поль Пеллио был назначен руководителем французской экспедиции в Восточный Туркестан; он отвечал за исторические, археологические и лингвистические исследования. Топографические, астрономические и естественнонаучные наблюдения возлагались на военного врача Луи Вайана (Louis Vaillant); их спутником был фотограф Шарль Нуэтт (Charles Nouette, 1869—1910). В этой экспедиции также участвовал Карл Густав Маннергейм, но в Кашгаре, который путешественники покинули в последние дни сентября 1906 года, П. Пеллио и К. Г. Маннергейм расстались и далее действовали полностью самостоятельно. Покинув Париж 15 июня 1906 года, путешественники через десять дней прибыли по железной дороге в Ташкент, а оттуда, другим поездом, — в Андижан. Подготовка к дальнейшему пути затянулась до 11 августа, когда французы выступили в сопровождении двух казаков и каравана из тридцати лошадей.

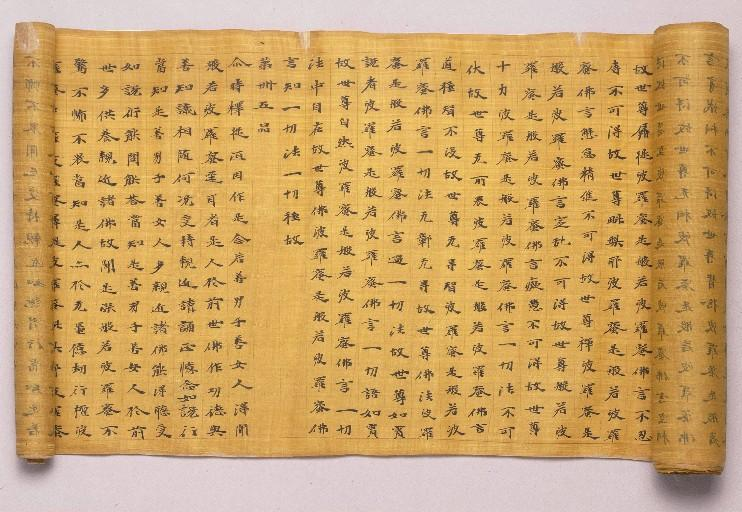
Сутра. Китайский манускрипт на шёлке (V в.), вывезенный из Могао экспедицией Пеллио. Национальная библиотека Франции

В Кашгар экспедиция прибыла через два месяца после того, как там побывал венгерский путешественник Стейн. За шесть недель исследований в трёх пещерах и городище Тегурман была собрана коллекция рукописей. 18 октября Пеллио и его спутники двинулись на восток от Кашгара и через две недели достигли расположенного в 300 км монастырского комплекса Тумшук, где ранее вёл раскопки швед Свен Гедин. Здесь Пеллио удалось обнаружить неизвестный ранее храм.
15 декабря французы выехали в Кучу, куда прибыли 2 января 1907 года Пеллио не стал останавливаться у буддийских храмов, где ранее работали японские (Первая экспедиция Отани), немецкие и русские исследователи; он занялся раскопками остатков библиотеки в Дулгур-агуре, к югу от Кучи (16 марта — 22 мая). Ему удалось обнаружить 200 фрагментов китайских рукописей и рукописи на брахми. В районе Субаши, северо-восточнее Кучи, с 10 июня по 24 июля было обнаружено множество рукописных фрагментов, в том числе деревянные дощечки с надписями на санскрите и мёртвом кучинском языке («западно-тохарском»).

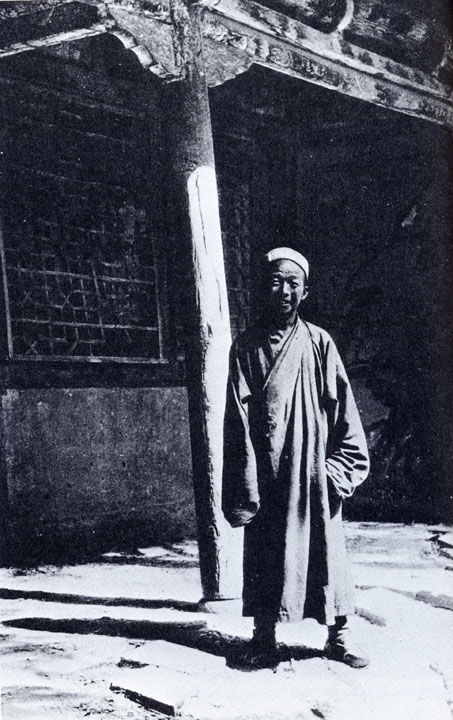
Ван Юаньлу

Покинув Кучу, Пеллио и его спутники направились через Урумчи в Дуньхуан, где оказались 12 февраля 1908 года. За три месяца (27 февраля — 27 мая) было исследовано около 500 пещер храмового комплекса Могао. Пеллио и Нуэтт, в отличие от побывавшего здесь ранее Стейна, провели систематическое изучение пещер, подготовив подробные письменные и фотоотчёты. Получив 3 марта разрешение на работу в пещерной библиотеке, французские учёные обнаружили там десятки тысяч рукописей на китайском, санскрите, уйгурском и тибетском языках. В результате трёх недель работы Пеллио отобрал множество ценных документов, статуи, рисунки на шёлке. За небольшую цену они были приобретены у Ван Юаньлу (fr:Wang Yuanlu), даосского монаха, смотрителя пещер.
Экспедиция покинула Дуньхуан 7 июня и 28 сентября прибыла в Сиань. Месяц собранные материалы упаковывались и готовились к дальнейшему пути. Затем спутники через Чжэнчжоу отправились в Пекин, откуда Нуэтт и Вайан вместе с упакованными в ящики находками отплыли в Париж. Пеллио остался в Пекине, где передал китайским коллегам часть рукописей, а также закупил около 30 тысяч книг, составивших позднее основу библиотеки для изучения Центральной Азии.
Рукописи и книги, привезённые экспедицией, были переданы в Национальную библиотеку Франции; статуи, живопись, иконы и знамёна — в Лувр, откуда в 1945—1946 гг. они были перемещены в Музей Гиме. Около 800 образцов растений, 200 птиц, млекопитающих, насекомых, образцы минералов пополнили коллекции Музея естественной истории.

### Позднейшая деятельность
В 1918 году, при содействии своего друга Стефана Пишона, — Пеллио был назначен французским военным атташе в Пекине.
Во время оккупации Франции немецкими войсками (1940—44 гг.) Пеллио участвовал в Движении Сопротивления.

## Избранные труды
- Les Mongols et la Papauté // Revue de l’Orient chrétien, 3e sér. 3 (23), 1922/23, pp. 3-30; 4(24), 1924, pp. 225—335; 8(28),1931, pp. 3-84.
- Histoire secréte des mongols. Paris, 1948.
- Notes sur Marco Polo, ed. L. Hambis, 3 vols., Paris 1959-63.
- Histoire des campagnes de Gengis Khan. Trad. et annoté. Leiden : E. J. Brill, 1951.
- Les Débuts de l’imprimerie en Chine. Paris, 1953.
- Notes critiques d’histoire Kalmouke. Paris, 1960.
- Histoire ancienne du Tibet. Paris, 1961.

### Статьи
- Les influences iraniennes en Asie centrale et en Extrême-Orient // Revue d’Histoire et de Littérature Religieuses, N.S. 3, 1912, pp. 97-119.
- Chrétiens d’Asie Centrale et d’Extrême-Orient // T’oung Pao, 15, 1914.
- Les traditions manichéennes au Foukien // T’oung Pao, 22, 1923, pp. 193—208.
- Les systěmes d'écriture en usage chez les anciens Mongols // Asia Major, 1925, v. 2, fasc. 2.
- Oeuvres posthumes, v. 1—6, P., 1949—1960